# Pier Ludovico Pavoni
Pier Ludovico Pavoni, conosciuto anche come Vico Pavoni e Pierludovico Pavoni (Roma, 25 aprile 1926), è un direttore della fotografia, regista e produttore cinematografico italiano, attivo dagli anni cinquanta agli anni novanta.

## Biografia
Frequenta il Centro sperimentale di cinematografia come operatore di camera e intraprende la carriera nel 1948, come assistente di Leonida Barboni e Mario Craveri. Nel 1952 affronta il suo primo incarico di direttore della fotografia con Eduardo De Filippo, specializzandosi negli anni successivi nel genere Peplum.

## Filmografia

### Direttore della fotografia
- Marito e moglie, regia di Eduardo De Filippo (1952)
- I cavalieri della regina, regia di Mauro Bolognini (1954)
- Un po' di cielo, regia di Giorgio Moser (1955)
- Faccia da mascalzone, regia di Raffaele Andreassi (1956)
- Noi siamo le colonne, regia di Luigi Filippo D'Amico (1956)
- La muraglia cinese, regia di Carlo Lizzani (1958)
- Calypso, regia di Golfiero Colonna e Franco Rossi (1958)
- Agosto, donne mie non vi conosco, regia di Guido Malatesta (1959)
- Giuditta e Oloferne, regia di Fernando Cerchio (1959)
- Il mulino delle donne di pietra, regia di Giorgio Ferroni (1960)
- Il rossetto, regia di Damiano Damiani (1960)
- Il sicario, regia di Damiano Damiani (1960)
- Cronache del '22, film collettivo (1961)
- Gioventù di notte, regia di Mario Sequi (1961)
- Il conquistatore di Corinto, regia di Mario Costa (1961)
- La moglie di mio marito, regia di Tony Roman (1961)
- Le baccanti, regia di Giorgio Ferroni (1961)
- Col ferro e col fuoco, regia di Fernando Cerchio (1962)
- I pianeti contro di noi, regia di Romano Ferrara (1962)
- Il gladiatore di Roma, regia di Mario Costa (1962)
- Ti-Koyo e il suo pescecane, regia di Folco Quilici (1962)
- Goliath e la schiava ribelle, regia di Mario Caiano (1963)
- I diavoli di Spartivento, regia di Leopoldo Spaventa (1963)
- L'eroe di Babilonia, regia di Siro Marcellini (1963)
- I due gladiatori, regia di Mario Caiano (1964)
- Il magnifico gladiatore, regia di Alfonso Brescia (1964)
- Il trionfo di Ercole, regia di Alberto De Martino (1964)
- L'ultimo gladiatore, regia di Umberto Lenzi (1964)
- La rivolta dei pretoriani, regia di Alfonso Brescia (1964)
- La rivolta dei sette, regia di Alberto De Martino (1964)
- Maciste gladiatore di Sparta, regia di Mario Caiano (1964)
- Blue Dolphin - L'avventura continua, regia di Giorgio Moser (1990)

### Produttore
- Il peccato degli anni verdi, regia di Leopoldo Trieste (1960)
- I pianeti contro di noi, regia di Romano Ferrara (1962)
- Il trionfo di Ercole, regia di Alberto De Martino (1964)
- Il conquistatore di Atlantide, regia di Alfonso Brescia (1965)
- Il rinnegato del deserto (Una ráfaga de plomo), regia di Paolo Heusch e Antonio Santillán (1965)
- Il tempo degli avvoltoi, regia di Nando Cicero (1967)
- Il momento di uccidere, regia di Giuliano Carnimeo (1968)
- La vittima designata, regia di Maurizio Lucidi (1971)
- Il ladrone, regia di Pasquale Festa Campanile (1980)

### Regista
- Un modo di essere donna (1973)
- Amore libero - Free Love (1974)
- La peccatrice (1975)

## Riconoscimenti
- 1956 – Festival internazionale del cinema di San Sebastián
  - Miglior fotografia a colori per un film straniero per Un po' di cielo
- 1959 – Nastro d'argento
  - MIgliore fotografia a colori per La muraglia cinese
- 1963 – Nastro d'argento
  - Candidatura alla Migliore fotografia a colori per Ti-Koyo e il suo pescecane